# ناوشکن کلاس جرارد کلنبرگ
ناوشکن کلاس جرارد کلنبرگ (به انگلیسی: Gerard Callenburgh-class destroyer) یک کلاس از کشتی است که طول آن ۱۰۷ متر (۳۵۱ فوت ۱ اینچ) می‌باشد.